# Amagerbro – et filmnotat
Amagerbro – et filmnotat er en dansk dokumentarfilm fra 2015 instrueret af Sebastian Cordes.

## Handling
Et filmisk vandretur, et ukendt øje betragter bydelen Amagerbro.